# RETNLB
RETNLB‏ (Resistin like beta) هوَ بروتين يُشَفر بواسطة جين RETNLB في الإنسان.